# Bister
Bister (toponimo tedesco) è un comune svizzero di 30 abitanti del Canton Vallese, nel distretto di Raron Orientale.

## Storia
Dal territorio comunale dopo il 1818 fu scorporata la località di Bedle, assegnata al comune di Grengiols.

## Società

### Evoluzione demografica
L'evoluzione demografica è riportata nella seguente tabella:
Abitanti censiti

## Amministrazione
Ogni famiglia originaria del luogo fa parte del cosiddetto comune patriziale e ha la responsabilità della manutenzione di ogni bene ricadente all'interno dei confini del comune.